# 巴基斯坦河流列表

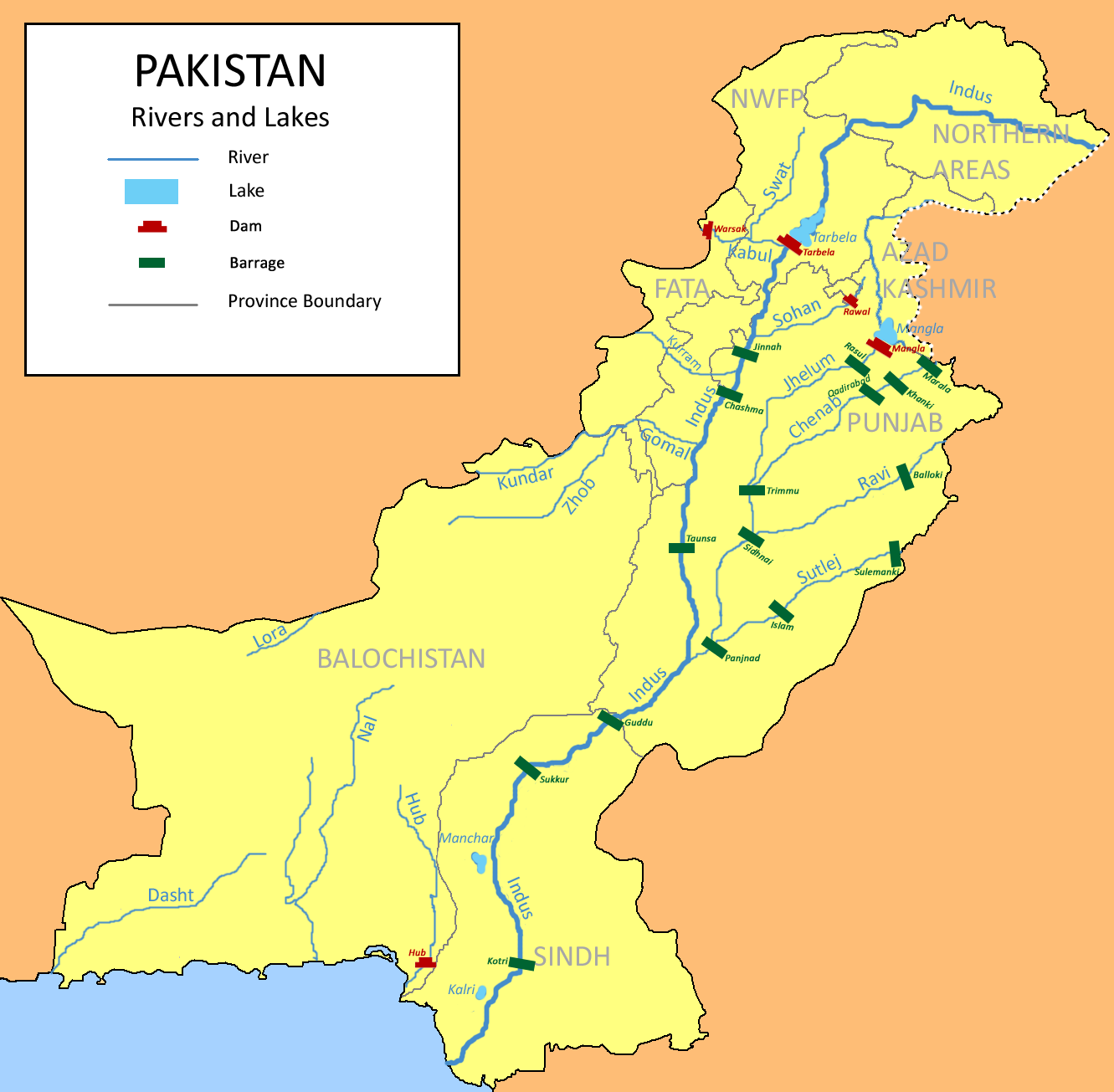
巴基斯坦主要河流與湖泊

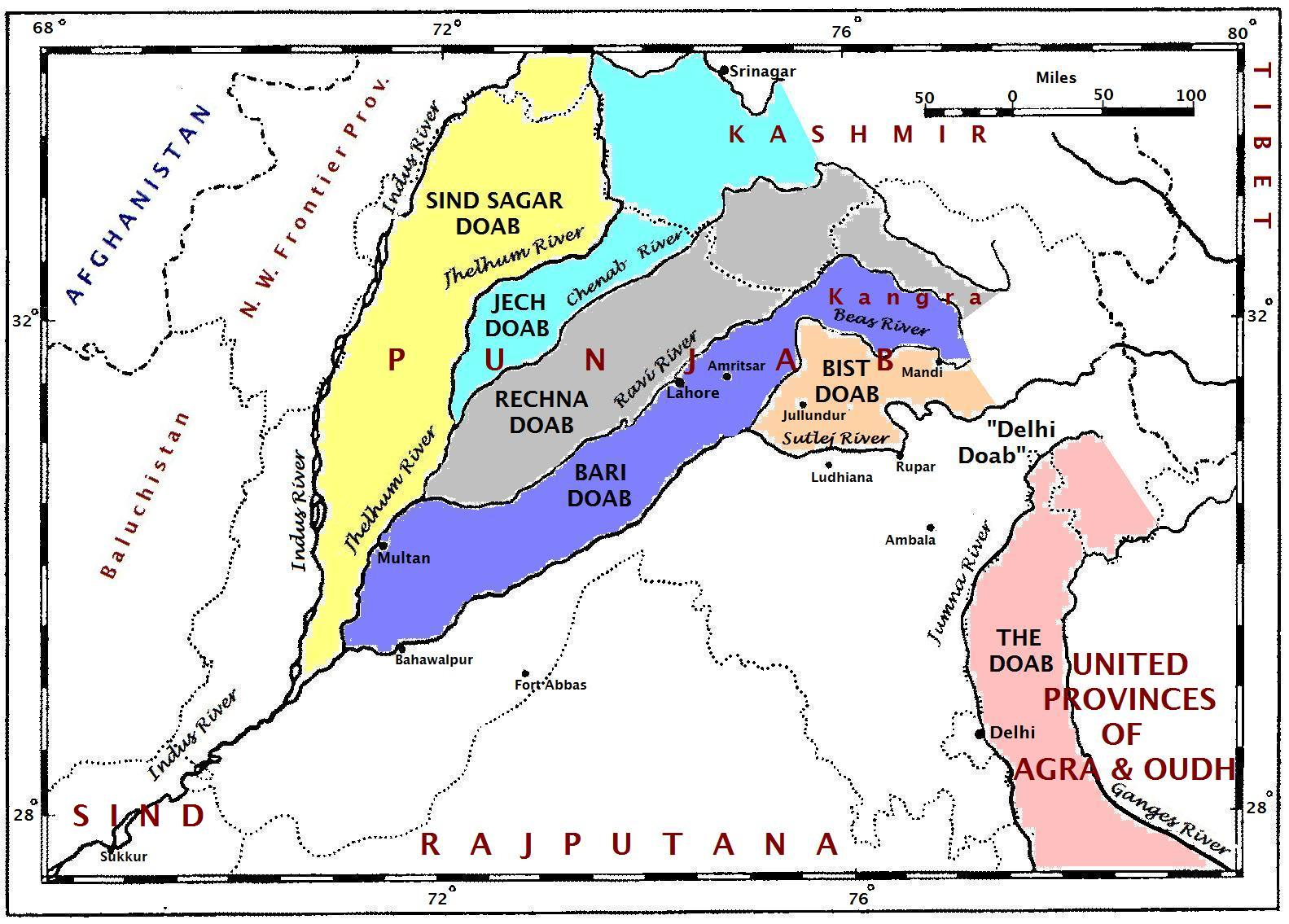
旁遮普地區河流

巴基斯坦河流列表，列舉全部或部分流經巴基斯坦的河流，並依流域的地理位置由西至東排序。支流則由河口至源頭排序。
巴基斯坦最長與最大的河流是印度河。大約三分之二的灌溉及家庭用水來自印度河及其支流。

## 注入阿拉伯海
- 達希特河（英语：Dasht River）
  - 凱奇河（英语：Kech River）
- 巴索爾河（英语：Basol River）
- 辛格爾河（英语：Hingol River）
  - 納爾河（Nal River）
- 波拉里河（Porali River）
- 胡布河（英语：Hub River）
- 歐蘭吉河（英语：Orangi Nala）
- 馬里爾河（英语：Malir River）
- 里雅里河（英语：Lyari River）（平日乾涸無水）
  - 古賈河（英语：Gujjar Nala）（平日乾涸無水）

### 印度河流域
- 印度河
  - 潘季納德河（左）
    - 奇纳布河：源於印度境内
      - 拉維河：源於印度境内
        - 歐吉納迪河（Ojh Nadi River）

      - 杰赫勒姆河：源於印度境内
        - 蓬奇河：源於印度境内
        - 昆哈河
        - 尼勒姆河（印度稱奇山甘加河）：源於印度境内

      - 塔威河：源於印度境内
      - 曼納瓦塔維河（Manawar Tavi River）

    - 萨特莱杰河：源於中国境内

  - 古馬勒河（右）：源于阿富汗境内
    - 昆達河
    - 佐布河

  - 庫拉姆河（右）：源于阿富汗境内
    - 托奇河

  - 索安河（左）
    - 林溪

  - 科哈特托伊河（右）
  - 哈罗河（左）
  - 喀布尔河（右）：源于阿富汗境内
    - 斯瓦特河
      - River Jindi
      - 潘吉克拉河

    - Bara River
    - 庫納河
      - 魯特擴河（Lutkho River）

  - 西兰河（左）
  - 唐吉爾河（Tangir River）
  - 阿斯托河（左）
    - Rupal River

  - 吉尔吉特河（右）：克什米尔境内
    - Hunza River
      - Naltar River
      - Hispar River
      - Shimshal River
      - 恰普桑河（Chapursan River）
      - 米斯加河（Misgar River）
      - 昆杰拉布河（Khunjerab River）

    - 伊希庫曼河（Ishkuman River）
    - 雅辛河（Yasin River）

  - 薩特帕拉溪（左）
  - 希加爾河（右）
    - Braldu River

  - 什約克河（右）：最遠源流奇普恰普河源于中印邊界爭議的阿克賽欽地區
    - Saltoro River
    - Hushe River
    - Nubra River

  - 蘇魯河（左）：源於印度境内 
    - Dras River
    - Shingo River

## 注入內流盆地

### 馬什克爾湖（Hamun-i-Mashkel）
- 馬什克爾河（Mashkel River）
  - Rakshan River

### 西斯坦盆地（英语：Sistan Basin）
- Helmand River (Iran/Afghanistan)
  - Arghandab River (Afghanistan)
    - Lora River or Dori River

### 印度平原
- Nari River
  - Mula River
  - Bolan River
  - Beji River
    - Anambar River
      - Loralai River

  - Loe Manda River

### 塔爾沙漠
- Ghaggar River

### 塔里木盆地
- 塔里木河（中國境內）
  - 葉爾羌河（中國境內）
    - Shaksgam River

## 外部連結
- International Rivers website （页面存档备份，存于）

Template:Geography of Pakistan